# Talang Nangka
Talang Nangka is een bestuurslaag in het regentschap Muara Enim van de provincie Zuid-Sumatra, Indonesië. Talang Nangka telt 2077 inwoners (volkstelling 2010).